# Gemeinde Žalec

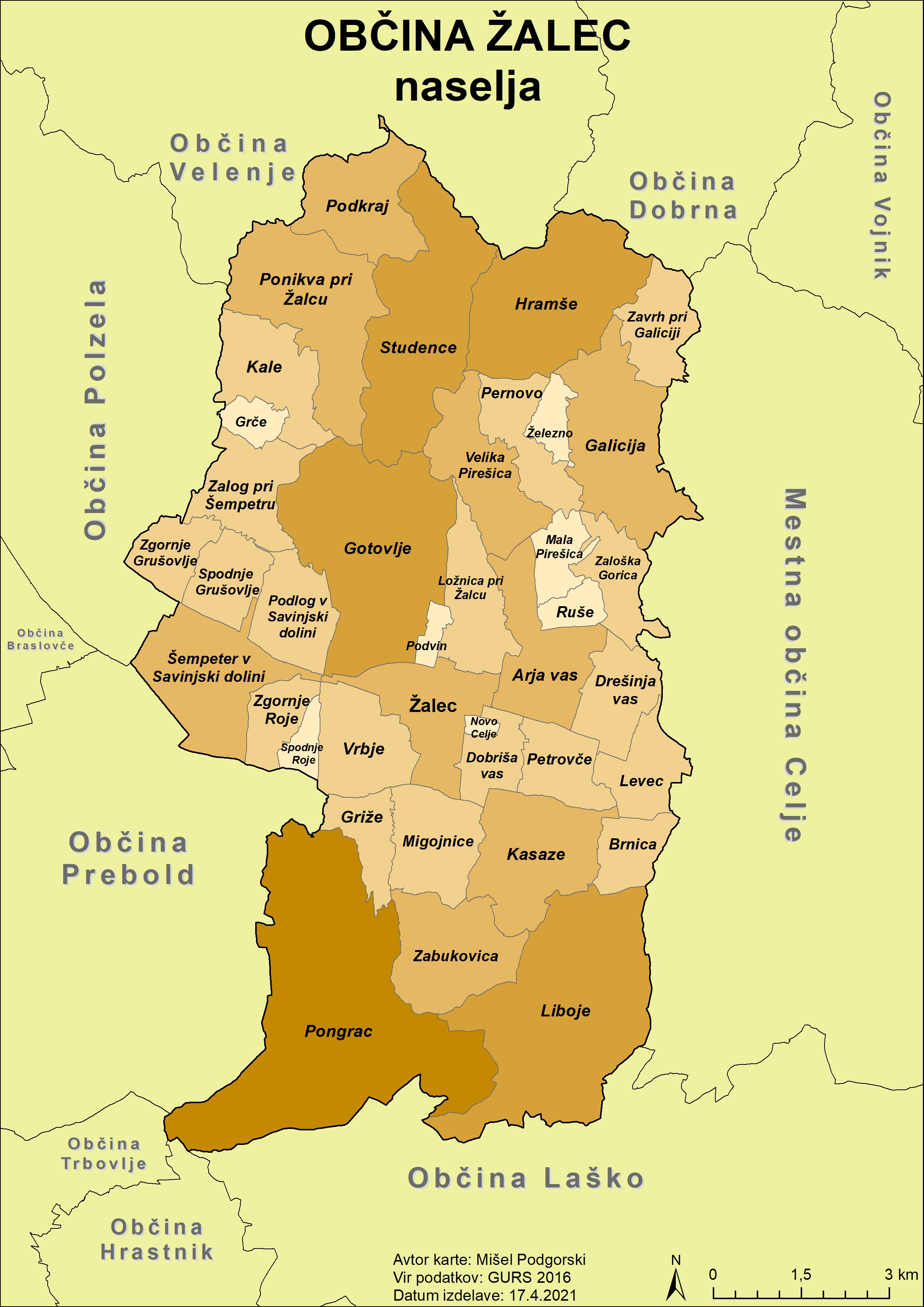
Übersichtskarte der Ortsteile

Die Gemeinde Žalec (slowenisch: Občina Žalec) ist eine Gemeinde in der Region Spodnja Štajerska (historische Region: Untersteiermark) in Slowenien. Sie ist benannt nach dem Hauptort und Gemeindesitz, der Stadt Žalec.
Die Gemeinde ist gleichzeitig das Verwaltungszentrum des Savinjatals.
Das Tal um Žalec wird von vielen Hopfenfeldern geprägt, was auch im Wappen zu sehen ist. Die Gegend wird auch das Tal des grünen Goldes genannt.

## Ortschaften und Siedlungen der Gemeinde
Neben der Stadt Žalec gehören folgende Ortschaften und Siedlungen zur Gemeinde:
1. Arja vas (dt. Arndorf)
2. Brnica (dt. Bernitz)
3. Dobriša vas (dt. Ehrendorf)
4. Drešinja vas (dt. Dreschendorf)
5. Galicija (dt. Gallizien)
6. Gotovlje (dt. Guttendorf)
7. Griže (dt. Gries)
8. Hramše (dt. Chramschen)
9. Kale (dt. Kaal)
10. Kasaze (dt. Kaschitz)
11. Levec (dt. Lehndorf)
12. Liboje (dt. Sankt Elisabeth)
13. Ložnica pri Žalcu (dt. Lotschitz an der Sann)
14. Mala Pirešica (dt. Kleinpireschitz)
15. Migojnice (dt. Megoinitz)
16. Novo Celje (dt. Neu Cilli)
17. Pernovo (dt. Bernau)
18. Petrovče (dt. Pletrowitsch)
19. Podkraj (dt. Podkrei)
20. Podlog v Savinjski Dolini (dt. Bodlag)
21. Podvin (dt. Podwein)
22. Pongrac (Žalec) (dt. Sankt Pankratz)
23. Ponikva pri Žalcu (dt. Ponigl bei Cilli)
24. Ruše (dt. Rosendorf)
25. Spodnje Grušovlje (dt. Nieder Groschaullach)
26. Spodnje Roje (dt. Nieder Roja)
27. Studence (dt. Studenzen)
28. Šempeter v Savinjski dolini (dt. Sankt Peter im Sanntal)
29. Velika Pirešica (dt. Großpireschitz)
30. Vrbje (dt. Werbiach)
31. Zabukovica (dt. Buchberg)
32. Zalog pri Šempetru (dt. Edelhof)
33. Zaloška Gorica (dt. Gross Goritz)
34. Zavrh pri Galiciji (dt. Hundertochsen)
35. Zgornje Grušovlje (dt. Ober Groschaullach)
36. Zgornje Roje (dt. Ober Roja)
37. Železno (dt. Eisenfeld)

## Sehenswürdigkeiten
- Grotte Pekel (Jama Pekel). Sie wurde schon von Neandertalern bewohnt. Besonders eindrucksvoll ist ein 4 m hoher Tropfsteinwasserfall.
- Ponikvakarst-Landschaftsschutzpark
- Vrbje-Landschaftsschutzpark
- Basilika St. Maria (Petrovče)

## Nachbargemeinden
| Velenje            | Velenje                                     | Dobrna |
| Polzela, Prebold   | Kompassrose, die auf Nachbargemeinden zeigt | Celje  |
| Trbovlje, Hrastnik | Laško                                       |        |

## Geschichte
Auf dem Gemeindegebiet wurden drei Massengräber aus der Zeit um den Zweiten Weltkrieg gefunden. Zwei in Pongrac und eins in Zabukovica.